# ATP Volvo International 1976
Il Volvo International 1976 è stato un torneo di tennis giocato sulla terra rossa. Il torneo fa parte del Commercial Union Assurance Grand Prix 1976. Si è giocato a North Conway negli Stati Uniti dall'1 al 9 agosto 1976.

## Campioni

### Singolare maschile
Jimmy Connors ha battuto in finale  Raúl Ramírez con il punteggio di 7–6, 4–6, 6–3

### Doppio maschile
Brian Gottfried /  Raúl Ramírez hanno battuto in finale  Ricardo Cano /  Víctor Pecci con il punteggio di 3–6, 6–4, 6–4